# Edith Sitwell
Edith Louisa Sitwell DBE (Scarborough, 7 de setembro de 1887 – 9 de dezembro de 1964) foi uma poetisa e crítica literária britânica.

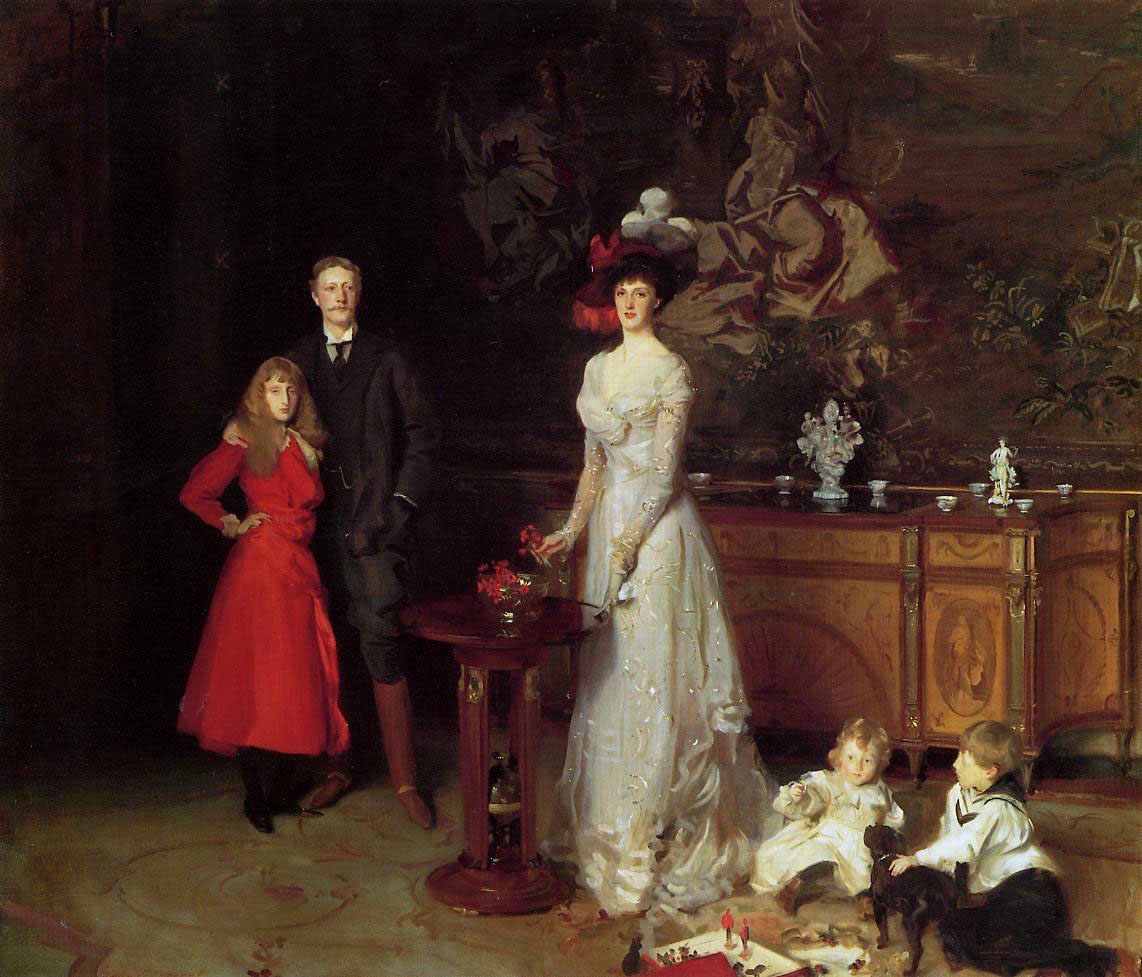
Família Sitwell c. 1900, por John Singer Sargen (Edith é a de vermelho).

Edith Sitwell era a filha mais velha, irmã de Osbert e Sacheverell, do aristocrático e excêntrico Sir George Sitwell, quarto baronete de Renishaw Hall; era especialista em genealogia e paisagismo. 
Sitwell publicou o seu primeiro poema The Drowned Suns («Os sóis afogados») no Daily Mirror em 1913 e, entre 1916 e 1921, editou Wheels («Rodas»).

## Obras

### Colectâneas de poesia
As colectâneas de poesia de Sitwell são:
- Clowns' Houses (1918)
- Mother and Other Poems (1918)
- The Wooden Pegasus (1920)
- Façade (1922)
- Bucolic Comedies (1923)
- The Sleeping Beauty (1924)
- Troy Park (1925)
- Rustic Elegies (1927)
- Gold Coast Customs (1929)
- Collected Poems (1930)
- Five Variations on a Theme (1933)
- Street Songs (1942)
- Green Song and Other Poems (1944)
- The Song of the Cold (1945)
- The Shadow of Cain (1947)
- The Canticle of the Rose: Selected Poems 1920–1947 (1949)
- Façade, and Other Poems 1920–1935 (1950)
- Gardeners and Astronomers: New Poems (1953)
- Collected Poems (1954)
- The Outcasts (1962)

### Outros
- Alexander Pope (1930)
- Bath (1932), um perfil da cidade por Beau Nash
- The English Eccentrics (1933)
- Aspects of Modern Poetry (1934)
- Victoria of England (1936)
- I Live Under a Black Sun (1937)
- A Poet's Notebook (1943)
- Fanfare for Elizabeth (1946), uma biografia de Isabel I
- The Queens and the Hive (1962), uma biografia de Isabel I
- Taken Care Of (1965), autobiografia
- Mulheres inglesas no original English Woman